# Kraszewo (województwo mazowieckie)
Kraszewo – wieś sołecka w Polsce położona w województwie mazowieckim, w powiecie ciechanowskim, w gminie Ojrzeń.
| SIMC    | Nazwa                | Rodzaj    |
| ------- | -------------------- | --------- |
| 0121169 | Kraków               | część wsi |
| 1054096 | Kraszewo-Kolonia     | część wsi |
| 1054104 | Leśniczówka Kraszewo | część wsi |

W latach 1954–1959 wieś należała i była siedzibą władz gromady Kraszewo, po jej zniesieniu w gromadzie Ojrzeń. W latach 1975–1998 miejscowość administracyjnie należała do województwa ciechanowskiego.
Przez miejscowość przebiega droga krajowa DK50.
We wsi znajduje się parafia pw. św. Zygmunta z zabytkowym kościołem oraz dzwonnicą z XVII wieku.

## Historia
Teren Kraszewa jest obszarem dawnego osadnictwa. W 1962 podczas badań archeologicznych odkryto kurhan zawierający grobowiec wodza plemiennego z X w. p.n.e., a rok później cmentarzysko kultury łużyckiej z początków naszej ery.

## Zabytki
- kościół Trójcy Świętej i św. Wawrzyńca z XVI-XVIII w. Murowaną kaplicę św. Anny, zakrystię i skarbiec wzniesiono być może w II poł. XVI w.; wówczas położono także fundamenty, a nawet wzniesiono część murów kościoła. Z informacji pochodzącej z 1599 r. wynika, że do murowanej ściany północnej dostawiono trzy drewniane na murowanej podstawie. Świątynia posiadała drewniany sufit i trzy ołtarze; w głównym mieściły się obrazy: Zwiastowania NMP, św. św. Wawrzyńca i Stanisława oraz Trójcy Świętej. Boczne ołtarze poświęcone były: Matce Bożej, św. Annie i Chrystusowi Ukrzyżowanemu. W II poł. XVII w. kościół uległ znacznej dewastacji. Część drewnianą odbudował przed 1775 r. Mikołaj Modzelewski, sędzia ziemski ciechanowski; w tej formie kościół przetrwał do dzisiaj[10].  Wyposażenie wnętrza w większości jest barokowe z XVIII w., m.in.: ciekawy, rzeźbiony w drewnie nagrobek Franciszka Kucharskiego. Na przykościelnym cmentarzu grób Bruno Kicińskiego[11].